# Dauphin (Manitoba)
Dauphin ist eine in der kanadischen Provinz Manitoba gelegene Kleinstadt mit 8368 Einwohnern (Stand: 2021). Der Ort liegt in den sogenannten Prärieprovinzen, zu denen neben Manitoba noch die Provinzen Saskatchewan und Alberta zählen. In direkter Umgebung gibt es viele Farmen und Felder, auf denen zum größten Teil Getreide angebaut wird. Die umgebende Region ist Teil der auch als Aspen Parkland bezeichneten Ökoregion. In südlicher Richtung erstreckt sich der Riding Mountain National Park, in nordöstlicher Richtung liegt der Dauphin Lake. Weiterhin ist die Gemeinde einer der Zugangspunkte zum Biosphärenreservat Riding Mountain.
In der Gemeinde ist ein Flag Stop für den von VIA Rail betriebenen und auf der Strecke von Winnipeg über The Pas nach Churchill verkehrenden Fernzug, welcher ehemals den Namen Hudson Bay führte, möglich.

## Geschichte
Dauphin war ursprünglich ein Fort, das sich Fort Dauphin nannte. Es wurde 1741 an den Ufern des Dauphin Lake von La Vérendrye gegründet. Mit dem Bau der Eisenbahn im Jahre 1896 begann die Besiedlung des jetzigen Ortsgebiets.
Die jetzige Lage des Ortes weicht von der Lage des Forts und des alten Dauphin (Old Dauphin) ab. Im Jahre 1883 wurde die Gegend besiedelt und Old Dauphin wurde von David McIntosh begründet, der 1896 ein Geschäft eröffnete.
Zwischen 1896 und 1898 kamen viele Ukrainer nach Dauphin, deren Spuren auch noch heute sichtbar sind. Unter den ca. 13 Kirchen verschiedener Glaubensrichtungen und Bevölkerungsgruppen gibt es eine Ukrainische katholische Kirche. Auch wird jedes Jahr das Dauphin National Ukrainian Festival veranstaltet, das neben dem Dauphin Country Festival eines der größten ist.

### Sozialpolitisches Experiment
Mitte der 1970er Jahre erhielten arme Familien ein bedingungsloses Grundeinkommen:

Beginning in 1974, Pierre Trudeau's Liberals and Manitoba’s first elected New Democratic Party government gave money to every person and family in Dauphin who fell below the poverty line. Under the program—called “Mincome”—about 1,000 families received monthly cheques.
Unlike welfare, which only certain individuals qualified for, the guaranteed minimum income project was open to everyone. It was the first—and to this day, only—time that Canada has ever experimented with such an open-door social assistance program.

„Ab 1974 gaben die Liberalen von Pierre Trudeau und Manitobas erste gewählte Regierung der Neuen Demokratischen Partei Geld an jede Person und Familie in Dauphin, die unter die Armutsgrenze fielen. Im Rahmen des Programms – genannt ‚Mincome‘ – erhielten etwa 1.000 Familien monatliche Schecks.
Im Gegensatz zur Wohlfahrt, für die sich nur bestimmte Personen qualifiziert haben, stand das garantierte Mindesteinkommensprojekt allen offen. Es war die erste – und bis heute einzige – Zeit, in der Kanada jemals mit einem solchen Sozialhilfeprogramm der offenen Tür experimentiert hat.“

## Kultur und Religion
Dauphin ist eine Ortschaft, die von vielen kulturellen Unterschieden geprägt ist. Zum einen leben dort Nachfahren der europäischen Siedler sowie Nachfahren der Cree-Indianer. Zum anderen leben dort auch Einwanderer aus verschiedenen Ländern der Erde. Dadurch sind in Dauphin auch über 13 Kirchen und Glaubensgemeinschaften vertreten.

## Söhne und Töchter der Stadt
- William George Barker (1894–1930), Jagdflieger im Ersten Weltkrieg
- James Ball (1903–1988), Leichtathlet
- Ryan Pulock (* 1994), Eishockeyspieler